# Willem Herbert Diemont
Willem Herbert Diemont (Bogor, 29 september 1907 – Maastricht, 13 juli 1972) was een Nederlands botanicus en houtvester die vooral was gespecialiseerd in de vegetatiekunde en bosbouw.

## Werk
In 1934 werkte Diemont aan een vegetatiekartering van de provincie Hannover met als doel de gehavende landschappen zo natuurlijk mogelijk te herstellen. Het jaar daarna ging hij naar Montpellier om als assistent toe te treden van professor Josias Braun-Blanquet. Gedurende de periode 1936–1937 werkte hij aan grootschalige inventarisaties van de natuurgebieden in Groningen, Friesland, Drenthe en Overijssel. Het jaar daarop, in 1938, werd hij adjunct-houtvester van Staatsbosbeheer en werkte aan onderzoeken in natuurgebieden in Limburg. In de periode 1941–1972 werd hij houtvester, consulent natuurbescherming en landschapsbouw alsmede hoofdingenieur-directeur van Staatsbosbeheer in Limburg, waar hij zich bezighield met de toepassing van de resultaten van het plantensociologisch onderzoek in bosbouw en landschapsverzorging. In 1958 liet hij de Orchideeëntuin Gerendal aanleggen.

## Beschreven syntaxa
In onderstaande lijst staan syntaxa (gesorteerd op syntaxonomische rang) waarvan Diemont (co-)auteur is en die een artikel op de Nederlandstalige Wikipedia hebben.
- grondster-associatie – Digitario-Illecebretum Diem., Siss. & Westh. 1940
- associatie van vetmuur en zilvermos – Bryo-Saginetum Diem., Siss. & Westh. nom. inv. Oberd. 1983

## Persoonlijk leven
Diemont, telg uit het geslacht Diemont, was een zoon van de luitenant-kolonel bij het KNIL  Jan Willem Maximiliaan Diemont (1876–1954) en Herbertha Elisabeth Geertruida Scheepeens (1875–1946), hij werd dus deels vernoemd naar zijn moeder en haar moeder die ook Herbertha heette. Hij trouwde in 1944 met Christa Anna Josefina Jongmans (1920–2013) en kreeg met haar zes kinderen die tussen 1944 en 1953 allen in Maastricht werden geboren.